# Geschwister-Scholl-Schule
Die Geschwister Scholl sind Namensgeber vieler deutscher Schulen. Im November 2010 trugen in Deutschland insgesamt 188 Schulen diesen Namen. Jedes Jahr kommen ungefähr zwei neue Schulen hinzu. Dabei beruht die Namensgebung in der Regel auf Schülerwünschen. Nach Sophie und Hans Scholl benannt sind unter anderem:

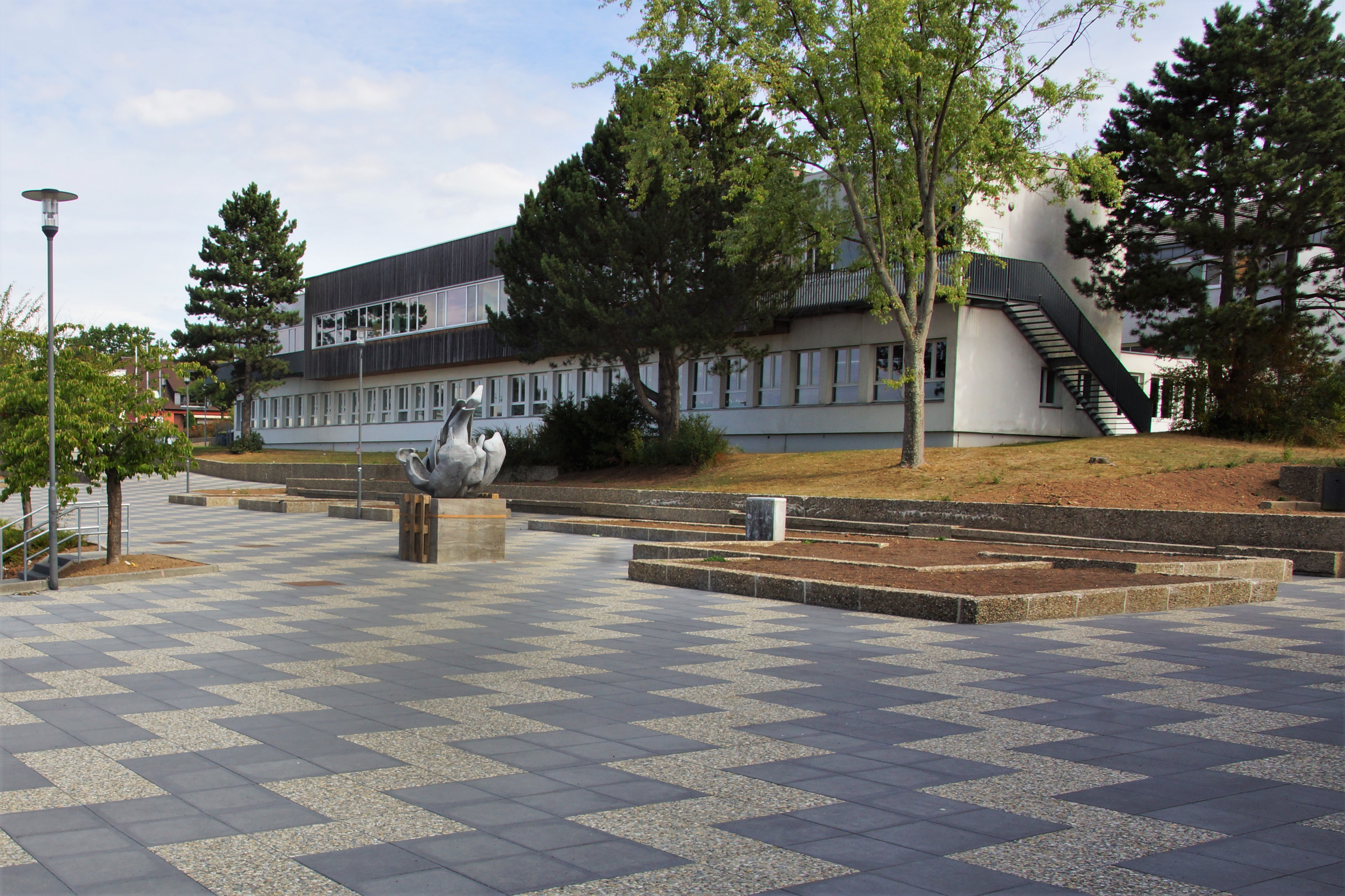
Die Geschwister-Scholl-Schule in Fulda am Platz der weißen Rose

| Name                                            | Stadt ggf. mit Ortsteil           | Bundesland             |
| ----------------------------------------------- | --------------------------------- | ---------------------- |
| Geschwister-Scholl-Gymnasium Aachen             | Aachen                            | Nordrhein-Westfalen    |
| Geschwister-Scholl-Mittelschule                 | Aichach                           | Bayern                 |
| Geschwister-Scholl-Grundschule                  | Arnstadt                          | Thüringen              |
| Geschwister-Scholl-Oberschule                   | Auerbach/Vogtland                 | Sachsen                |
| Geschwister-Scholl-Realschule                   | Bad Blankenburg                   | Thüringen              |
| Geschwister-Scholl-Schule (Bensheim)            | Bensheim                          | Hessen                 |
| Geschwister-Scholl-Schule                       | Blieskastel                       | Saarland               |
| Geschwister-Scholl-Realschule                   | Bad Urach                         | Baden-Württemberg      |
| Geschwister-Scholl-Gymnasium Berenbostel        | Garbsen Stadtteil Berenbostel     | Niedersachsen          |
| Geschwister-Scholl-Schule                       | Betzdorf                          | Rheinland-Pfalz        |
| Schulzentrum Geschwister Scholl                 | Bremerhaven                       | Bremen                 |
| Geschwister-Scholl-Gymnasium                    | Bützow                            | Mecklenburg-Vorpommern |
| Geschwister Scholl Schule Crailsheim-Ingersheim | Crailsheim-Ingersheim             | Baden-Württemberg      |
| Geschwister-Scholl-Gymnasium Daun               | Daun                              | Rheinland-Pfalz        |
| Geschwister-Scholl-Gesamtschule                 | Detmold                           | Nordrhein-Westfalen    |
| Geschwister-Scholl-Gesamtschule Dortmund        | Dortmund                          | Nordrhein-Westfalen    |
| Geschwister-Scholl-Gymnasium Düsseldorf         | Düsseldorf                        | Nordrhein-Westfalen    |
| Geschwister-Scholl-Schule                       | Einbeck                           | Niedersachsen          |
| Geschwister-Scholl-Schule (Eisenach)            | Eisenach                          | Thüringen              |
| Geschwister-Scholl-Schule Emsdetten             | Emsdetten                         | Nordrhein-Westfalen    |
| Geschwister-Scholl-Realschule Essen             | Essen                             | Nordrhein-Westfalen    |
| Geschwister-Scholl-Grundschule                  | Falkensee                         | Brandenburg            |
| Geschwister-Scholl-Schule (Frankfurt am Main)   | Frankfurt am Main / Nordweststadt | Hessen                 |
| Geschwister-Scholl-Gymnasium Freiberg           | Freiberg                          | Sachsen                |
| Geschwister-Scholl-Grundschule                  | Freital-Hainsberg                 | Sachsen                |
| Geschwister-Scholl-Gymnasium Fürstenwalde       | Fürstenwalde                      | Brandenburg            |
| Geschwister-Scholl-Schule                       | Fulda                             | Hessen                 |
| Geschwister-Scholl-Gymnasium                    | Gardelegen                        | Sachsen-Anhalt         |
| Geschwister Scholl-Sekundarschule               | Goldbeck                          | Sachsen-Anhalt         |
| Geschwister-Scholl-Gesamtschule (Göttingen)     | Göttingen                         | Niedersachsen          |
| Geschwister-Scholl-Realschule                   | Gütersloh                         | Nordrhein-Westfalen    |
| Geschwister-Scholl-Stadtteilschule              | Hamburg – Bezirk Altona – Lurup   | Hamburg                |
| Sophie-Scholl-Gesamtschule (Hamm)               | Hamm                              | Nordrhein-Westfalen    |
| Geschwister-Scholl-Grundschule                  | Hanau                             | Hessen                 |
| Geschwister-Scholl-Schule Herford               | Herford                           | Nordrhein-Westfalen    |
| BeispielSophie-Scholl-Gymnasium                 | Itzehoe                           | Schleswig-Holstein     |
| Geschwister-Scholl-Schule Konstanz              | Konstanz                          | Baden-Württemberg      |
| Geschwister-Scholl-Schule                       | Krauschwitz (Sachsen)             | Sachsen                |
| Geschwister-Scholl-Realschule                   | Köln                              | Nordrhein-Westfalen    |
| Geschwister-Scholl-Schule                       | Krefeld                           | Nordrhein-Westfalen    |
| Geschwister-Scholl-Schule                       | Künzelsau                         | Baden-Württemberg      |
| Geschwister-Scholl-Schule                       | Langen                            | Hessen                 |
| Geschwister-Scholl Gymnasium                    | Lebach                            | Saarland               |
| Geschwister-Scholl-Grundschule                  | Leipzig                           | Sachsen                |
| Geschwister-Scholl-Schule                       | Leutkirch im Allgäu               | Bayern                 |
| Geschwister-Scholl-Oberschule                   | Liebertwolkwitz                   | Sachsen                |
| Geschwister-Scholl-Oberschule                   | Limbach-Oberfrohna                | Sachsen                |
| Geschwister-Scholl-Gymnasium Löbau              | Löbau                             | Sachsen                |
| Geschwister-Scholl-Gymnasium (Ludwigshafen)     | Ludwigshafen                      | Rheinland-Pfalz        |
| Geschwister-Scholl-Gymnasium (Lüdenscheid)      | Lüdenscheid                       | Nordrhein-Westfalen    |
| BeispielGeschwister-Scholl-Gesamtschule Lünen   | Lünen                             | Nordrhein-Westfalen    |
| Geschwister-Scholl-Gymnasium                    | Magdeburg                         | Sachsen-Anhalt         |
| Geschwister-Scholl-Schule                       | Mannheim                          | Baden-Württemberg      |
| Geschwister-Scholl-Schule                       | Marburg                           | Hessen                 |
| Albert-Schweitzer/Geschwister-Scholl-Gymnasium  | Marl                              | Nordrhein-Westfalen    |
| Geschwister-Scholl-Schule                       | Melsungen                         | Hessen                 |
| Geschwister-Scholl-Gymnasium                    | Münster                           | Nordrhein-Westfalen    |
| Geschwister-Scholl-Realschule                   | Münster (Westfalen)               | Nordrhein-Westfalen    |
| Geschwister-Scholl-Gesamtschule                 | Moers                             | Nordrhein-Westfalen    |
| Geschwister-Scholl-Realschule                   | Mönchengladbach                   | Nordrhein-Westfalen    |
| Geschwister-Scholl-Grundschule                  | Neuwied                           | Rheinland-Pfalz        |
| Geschwister-Scholl-Schule                       | Niddatal                          | Hessen                 |
| Geschwister-Scholl-Realschule                   | Nürnberg                          | Bayern                 |
| Geschwister-Scholl-Schule                       | Offenbach am Main                 | Hessen                 |
| Geschwister-Scholl-Gymnasium Pulheim            | Pulheim                           | Nordrhein-Westfalen    |
| Geschwister-Scholl-Schule (Ratingen)            | Ratingen                          | Nordrhein-Westfalen    |
| Geschwister-Scholl-Realschule                   | Riedlingen                        | Baden-Württemberg      |
| Geschwister-Scholl-Schule (Rodgau)              | Rodgau                            | Hessen                 |
| Geschwister-Scholl-Gymnasium                    | Röthenbach an der Pegnitz         | Bayern                 |
| Geschwister-Scholl-Oberschule                   | Roßwein                           | Sachsen                |
| Geschwister-Scholl-Schule (Ruhland)             | Ruhland                           | Brandenburg            |
| Geschwister-Scholl-Schule                       | Saarburg                          | Rheinland-Pfalz        |
| Geschwister-Scholl-Gymnasium                    | Sangerhausen                      | Sachsen-Anhalt         |
| Geschwister-Scholl-Schule (Schönheide)          | Schönheide                        | Sachsen                |
| Geschwister-Scholl-Schule                       | Schwalbach am Taunus              | Hessen                 |
| Geschwister-Scholl-Gesamtschule (Solingen)      | Solingen                          | Nordrhein-Westfalen    |
| Geschwister-Scholl-Gymnasium Sondershausen      | Sondershausen                     | Thüringen              |
| Geschwister-Scholl-Gymnasium Stadtlohn          | Stadtlohn                         | Nordrhein-Westfalen    |
| Geschwister-Scholl-Gesamtschule                 | Steinbach                         | Hessen                 |
| Geschwister-Scholl-Gymnasium Stuttgart          | Stuttgart                         | Baden-Württemberg      |
| Geschwister-Scholl-Realschule                   | Süßen                             | Baden-Württemberg      |
| Geschwister-Scholl-Gymnasium                    | Taucha                            | Sachsen                |
| Geschwister-Scholl-Schule Tübingen              | Tübingen                          | Baden-Württemberg      |
| Geschwister-Scholl-Gymnasium Unna               | Unna                              | Nordrhein-Westfalen    |
| Geschwister-Scholl-Oberschule (Vechta)          | Vechta                            | Niedersachsen          |
| Geschwister-Scholl-Gymnasium (Velbert)          | Velbert                           | Nordrhein-Westfalen    |
| Geschwister-Scholl-Gymnasium                    | Waldkirch                         | Baden-Württemberg      |
| Geschwister-Scholl-Schule                       | Weingarten                        | Baden-Württemberg      |
| Geschwister-Scholl-Gymnasium Wetter             | Wetter (Ruhr)                     | Nordrhein-Westfalen    |
| Geschwister-Scholl-Realschule                   | Winnenden                         | Baden-Württemberg      |
| Geschwister-Scholl-Gymnasium (Winterberg)       | Winterberg                        | Nordrhein-Westfalen    |
| Geschwister-Scholl-Gymnasium Wismar             | Wismar                            | Mecklenburg-Vorpommern |
| Geschwister-Scholl-Gymnasium                    | Zeitz                             | Sachsen-Anhalt         |
| Geschwister-Scholl-Schule                       | Zossen                            | Brandenburg            |

## Mit ähnlichen Namen
- Hans und Sophie Scholl-Gymnasium (Ulm)
- Hans-Scholl-Realschule (Weiden in der Oberpfalz), Realschule für Jungen
- Sophie-und-Hans-Scholl-Schule (Wiesbaden)